# Justine Dufourová-Lapointeová
Justine Dufourová-Lapointeová (* 25. března 1994, Montréal) je kanadská akrobatická lyžařka. Je držitelkou dvou olympijských medailí.
Na hrách v Soči roku 2014 vyhrála závod v jízdě v boulích, a to ve svých 19 letech, což z ní učinilo nejmladší olympijskou vítězku v akrobatickém lyžování. Na další olympiádě v Pchjongčchangu roku 2018 při své obhajobě vybojovala stříbro. V Soči skončila na druhém místě její sestra Chloé Dufourová-Lapointeová, rovněž úspěšná boulařka. Bylo poprvé v historii, kdy kanadské sestry stály společně na olympijských stupních vítězů a potřetí v historii OH, kdy na prvních dvou místech stupňů vítězů stály sestry. I třetí sestra Maxime se věnuje stejnému sportu. Justine je ze sester nejmladší. Má rovněž sbírku medailí z mistrovství světa. Titul mistryně vybojovala v roce 2015 na šampionátu v Kreischbergu, v klasickém boulařském závodě. Na stejném mistrovství získala i stříbro, v paralelní jízdě v boulích. Z mistrovství má i dva bronzy (2013, 2017), z klasického závodu. Ve světovém poháru vyhrála čtrnáct závodů, 43krát stála na stupních vítězů. V boji o malý boulařský křišťálový glóbus skončila pětkrát po sobě druhá (2012-2016). V roce 2013 dosáhla svého nejvyššího celkového umístění ve světovém poháru akrobatického lyžování, a to třetí místo. Svůj první závod světového poháru vyhrála v šestnácti letech, čímž se stala nejmladší vítězkou v historii této soutěže.